# 圣母五龙行祠
圣母五龙行祠，位于中华人民共和国山西省晋中市寿阳县宗艾镇范村，已列为山西省文物保护单位。

## 保护
2021年8月4日，圣母五龙行祠由山西省人民政府公布为第六批山西省文物保护单位，编号6-114。